# مردمان آسترونزیایی
آسترونزیاییهایا مردمان آسترونزیایی جمعیت‌های انسانی وسیع و متنوعی هستند که ویژگی مشترک آن‌ها داشتن زبان‌هایی هم ریشه از خانواده زبانهای آسترونزیایی است. به همین دلیل به آنها مردمان آسترونزیایی زبان هم گفته می‌شود. جمعیت‌های مختلف در آسیا، اقیانوسیه و آفریقا وجود دارند که به زبان آسترونزیایی صحبت می‌کنند. آن‌ها شامل بومیان تایوان، اکثر گروه‌های قومی مالزی، تیمور شرقی، فیلیپین، اندونزی، برونئی، جزایر کوکوس، ماداگاسکار، میکرونزی و پلینزی و همچنین مردمان مالایی سنگاپور، مردمان پلینزی نیوزیلند و مردم هاوایی و مردم غیر پاپوآیی ملانزی. آسترونزیایی‌ها همچنین شامل اقلیتی از مردمان منطقه پاتانی تایلند، منطقه چم در ویتنام، کامبوج و هاینان چین، بخش‌هایی از سریلانکا، جنوب میانمار و برخی از جزایر آندامان می‌شوند. مناطقی که محل سکونت جمعیت‌های دارای زبان‌های خانواده آسترونزیایی است در مجموع آسترونزیا نام دارند.

## پیش از تاریخ و تاریخ

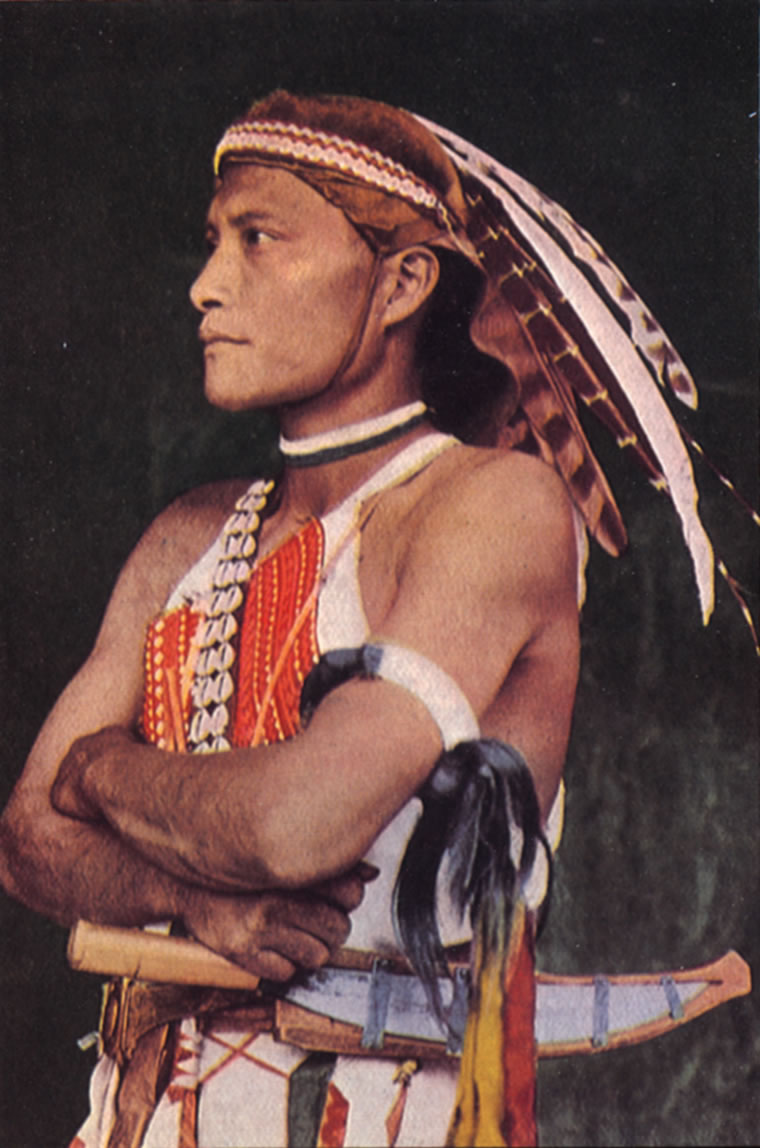
عکس رنگی شده یک جنگجوی Tزو قبل از جنگ جهانی دوم.

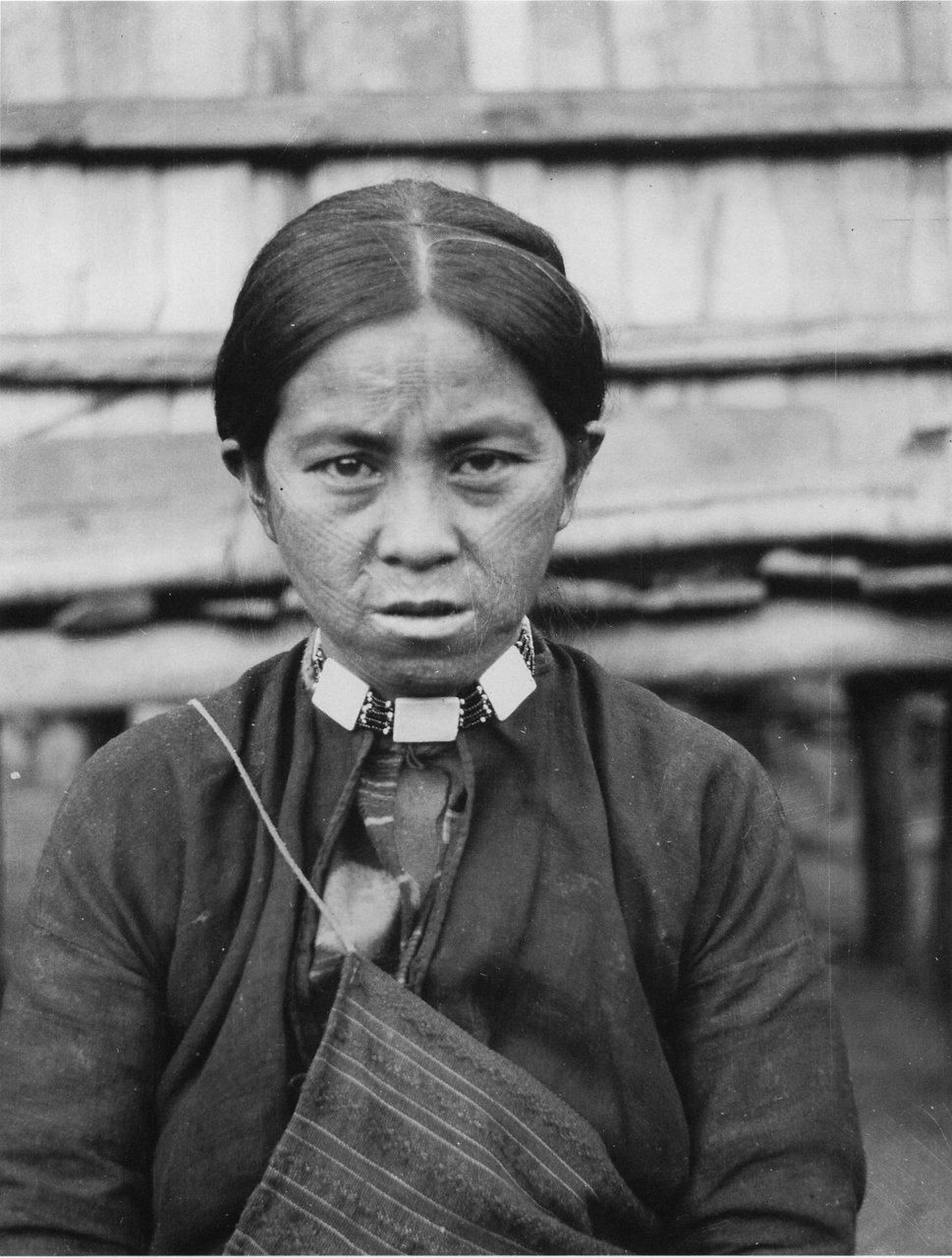
یک زن اهل قبیله Atayal تایوان با تتو در چهره که نماد بلوغ است.

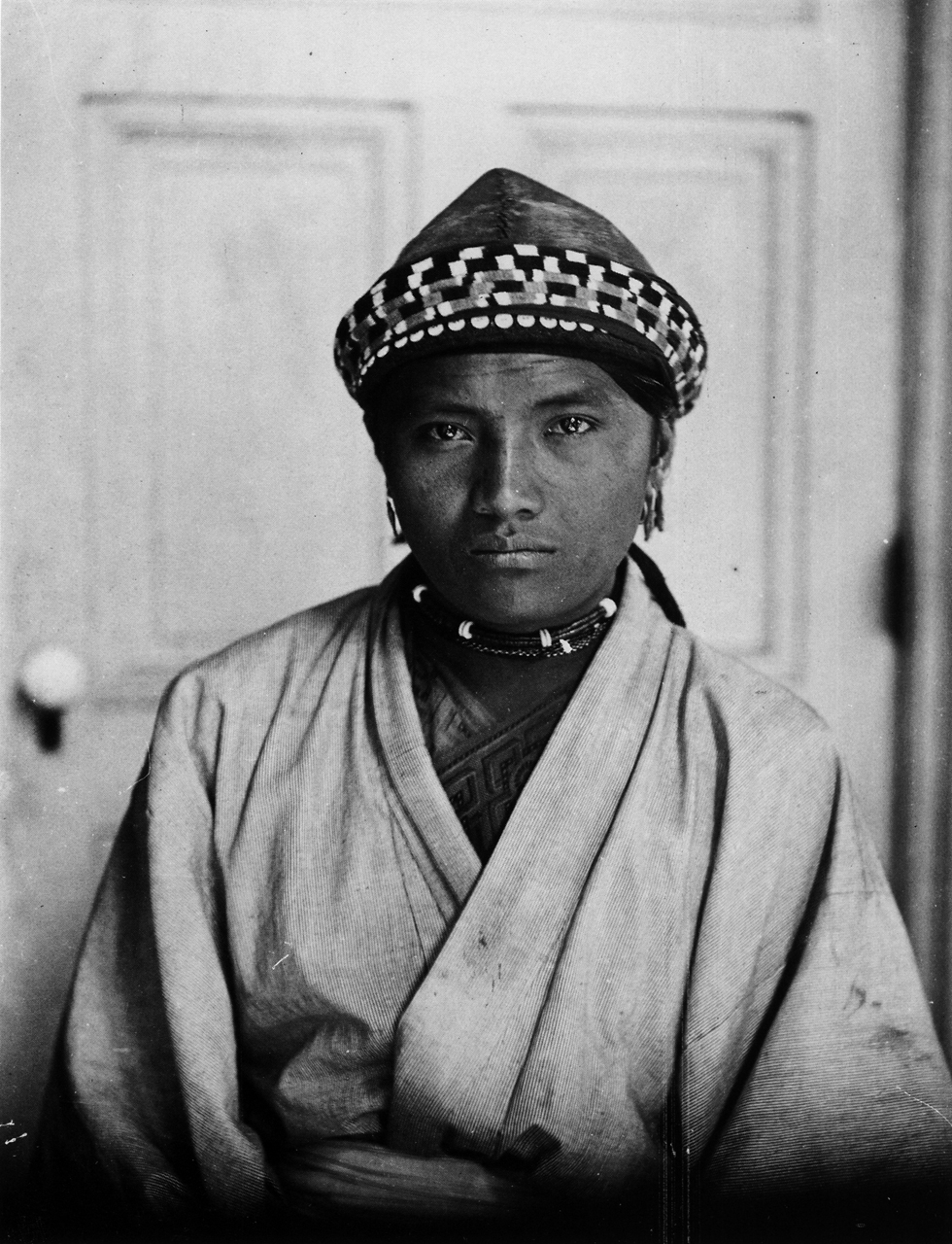
مردی از دهکده روکایی Rukai هنگام حکومت ژاپن بر تایوان.

شواهد باستان‌شناسی نشان دهنده ارتباط فناورانه بین فرهنگ‌های متنوع کشاورزی «جنوب» به معنی جنوب شرقی آسیا و ملانزی با مکان‌هایی است که با عنوان بخش‌هایی از سرزمین اصلی چین شناخته می‌شوند. در حالی که ترکیبی از شواهد باستان‌شناسی و زبانی نشان می‌دهد که «شمال» منشأ خانواده‌های زبانی آسترونزیایی است که شامل سرزمین اصلی چین و تایوان می‌شود.
قبل از گسترش‌های قلمرو به سمت جنوب که توسط ویتنامی‌ها صور گرفت، خلیج تونکین در جنوب چین مسکن بومیان آسترانزیایی بود. گسترش فرهنگ چینی منجر به چینی کردن جمعیت‌های آسترونزیایی از کارهای بعدی در سرزمین اصلی چین بود.
جایگزین‌هایی برای این مدل پراکندگی وجود دارد که بیان می‌دارند که منشأ زبان‌های آسترونزیایی در آسیای مرکزی یا آسیای جنوب شرقی است.

### مهاجرت و پراکندگی
تجزیه و تحلیل ژنوم کشت نارگیل (Cocos nucifera) شواهدی مبنی بر چگونگی مهاجرت و پراکندگی مردمان آسترونزیایی ارائه می‌دهد. این مردم ممکن است حتی از سمت شرق تا آمریکا هم رفته باشند.

#### مدل «حرکت از تایوان»
یک دیدگاه دربارهٔ ریشه مردمان آسترونزیایی زبان این است که از تایوان در حدود ۱۰٬۰۰۰– ۶۰۰۰ سال قبل از میلاد شروع به مهاجرت به مناطق مختلف اقیانوسی کرده‌اند.

#### مدل حرکت از ساندالند
ناحیه ساندالند طی تحقیقات دیگری به عنوان منشأ و محل آغاز گسترش و حرکت مردمان آسترونزی معرفی شده است.

### شکل‌گیری قبایل و پادشاهی

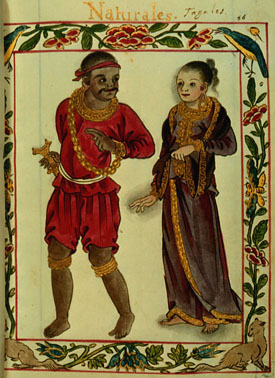
یک زن و شوهر تاگالوگ در قرن ۱۶ از فیلیپین.

با آغاز هزاره اول میلادی بسیاری از ساکنان آستونزیایی نواحی دریایی آسیای جنوب شرقی شروع به تجارت با هند و چین کردند که منجر به ایجاد پادشاهی‌های هندی شده مانند امپراتوری سریویجایا، Melayu, Majapahit و استقرار آیین هندو و بودیسم در این مناطق شد. به نظر می‌رسد تاجران مسلمان از شبه جزیره عربستان در قرن ۱۰ میلادی اسلام را به این منطقه آوردند.
کشورهای اروپایی در جستجوی ادویه‌جات و طلا، بسیاری از سرزمین‌های مردمان آسترونزیایی زبان را استعمار کردند. از قرن ۱۶ پرتغال و اسپانیا بخش‌هایی از اندونزی (در حال حاضر تیمور شرقی)، فیلیپین، پالائو، گوام و جزایز ماریانا را اشغال کردند. هلندی هم جزایری از اندونزی، مالزی و اقیانویسه و فرانسوی‌ها هم پلینزی فرانسه را گرفتند و بعدها دولتهایی با حمایت آمریکا در منطقه دریای آرام تأسیس شد.
انگلیسی‌ها، آلمانی‌ها، فرانسوی‌ها، آمریکایی‌ها و ژاپنی‌ها در طول قرن ۱۹ و اوایل قرن ۲۰ شروع به تشکیل مناطقی تحت نفوذ خود در جزایر اقیانوس آرام کردند. ژاپنی‌ها بسیاری از مناطق آسیای جنوب شرقی و بخش‌هایی از اقیانوس آرام را در طول جنگ جهانی دوم تصرف کردند. نیمه دوم قرن ۲۰ آغاز استقلال کشورهایی چون مالزی، فیلیپین و اندونزی و بسیاری از ملت‌های جزیره‌های اقیانوس آرام بود.

## توزیع جغرافیایی

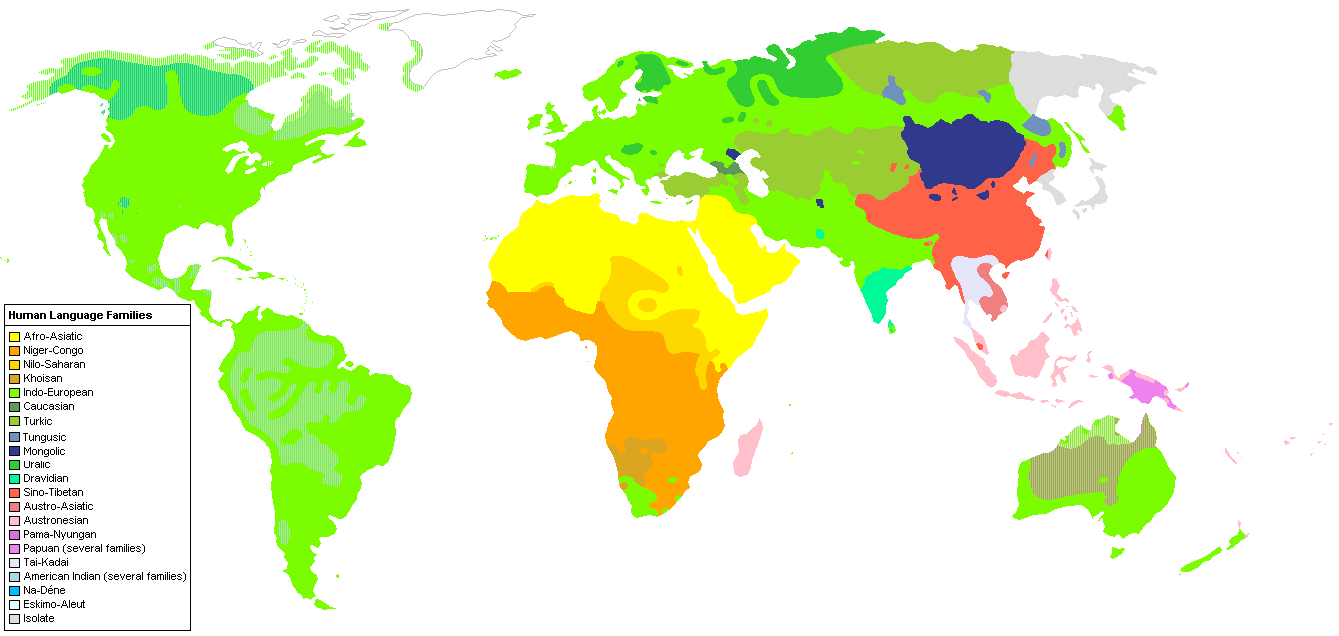
نقشه پراکندگی زبانهای آسترونزیایی و مردمان آسترونزیایی (به رنگ صورتی کم رنگ).

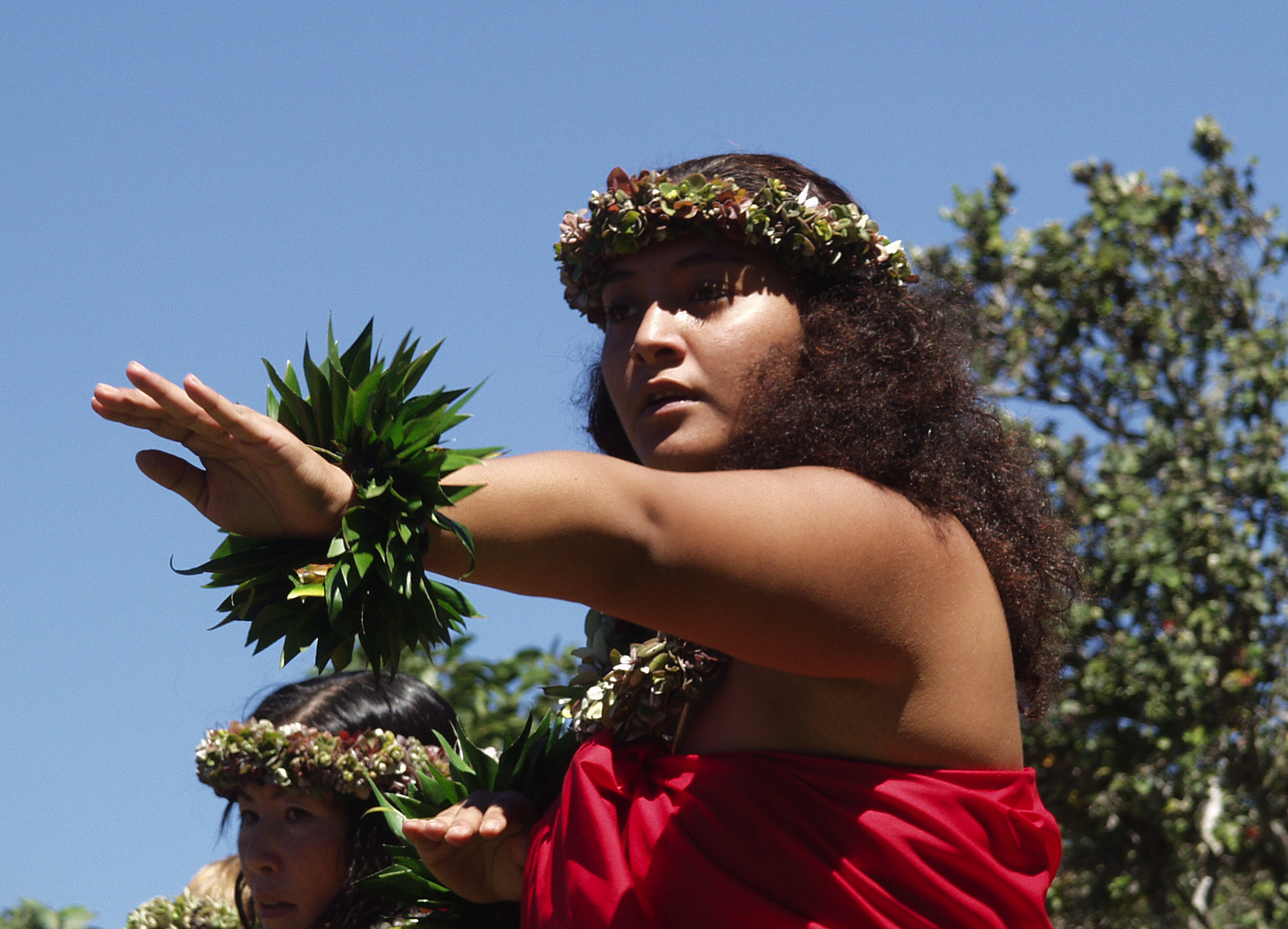
یک بومی هاوایی در حال انجام رقص حولا.

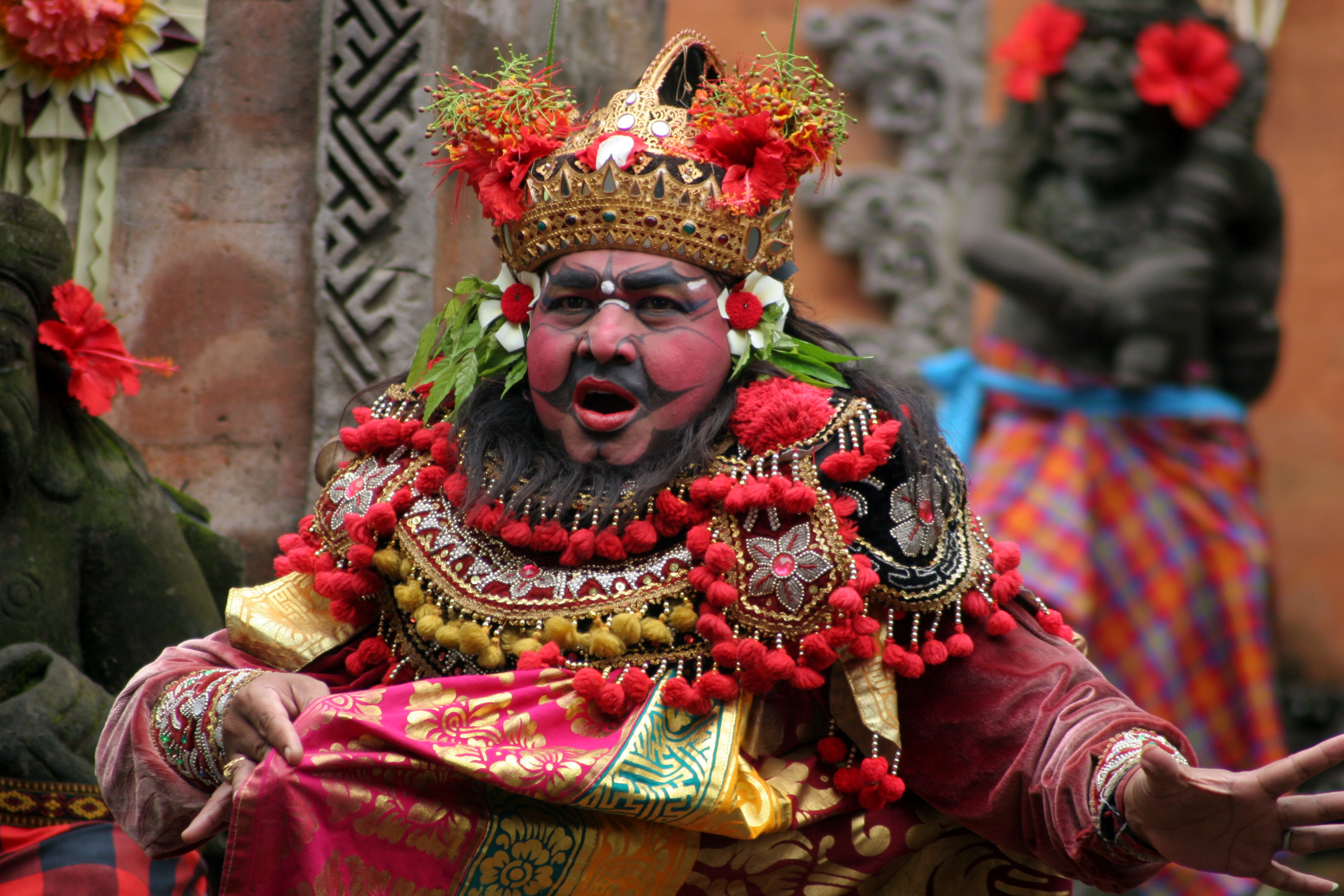
یکی از بومیان جزیره بالی اندونزی در حال انجام رقص بارونگ.

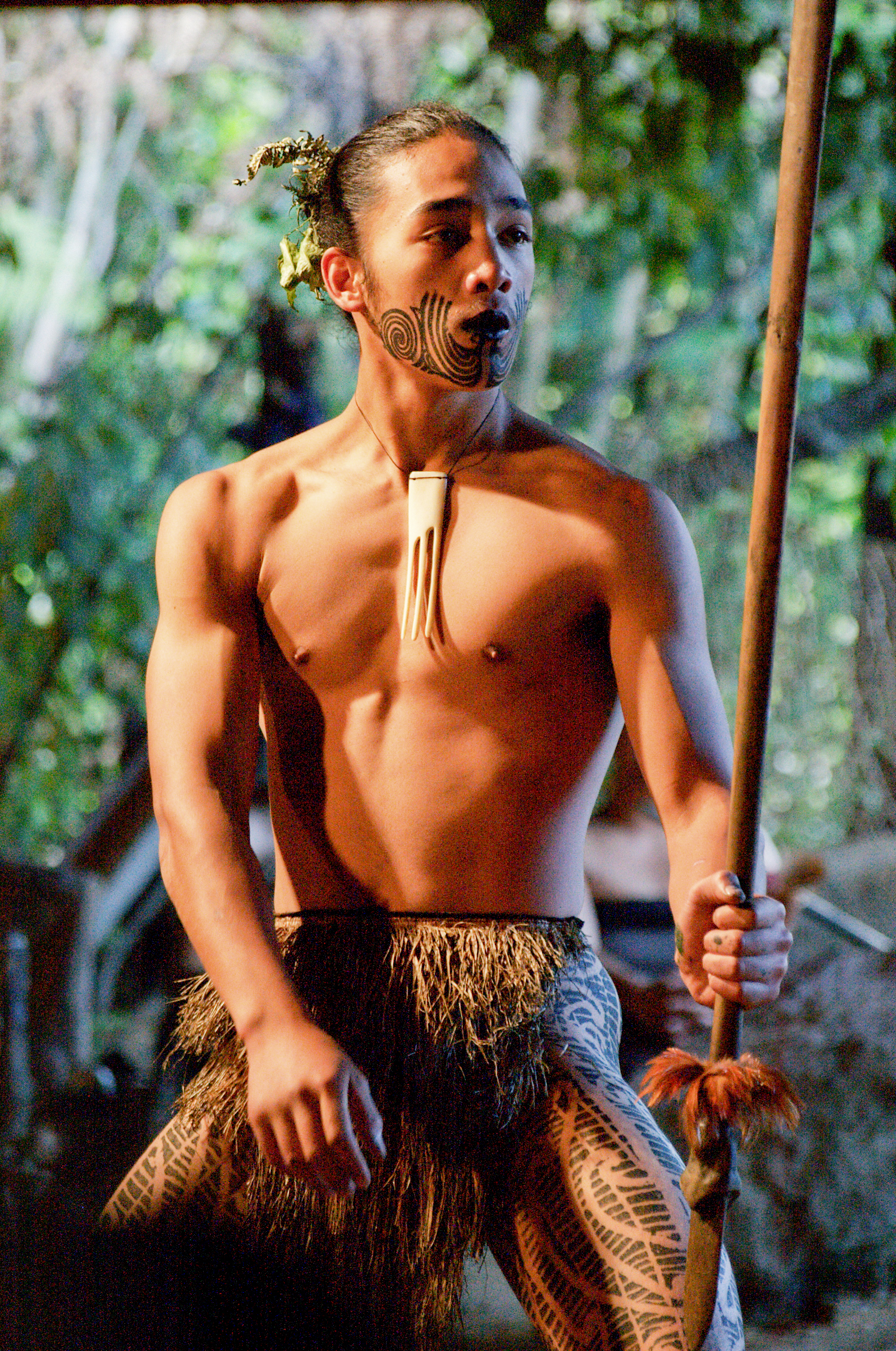
یک جوان مائوری از نیوزیلند.

مردمان آسترونزیایی گروه‌های زیر هستند:
- بومیان تایوان (فورموسان): Amis, Atayal, Bunun, Paiwan.
- زبانهای مالایو - پلی نزیایی:
  - بورنئو: e.g. Kadazan-Dusun, Murut, Iban, Bidayuh, Dayak
  - ساکنان بومی جزایر لوزون در فیلیپین: e.g. Tagalog, Bicolano
  - کامبوج، هاینان، Cham areas of Vietnam (remnants of the Champa و Aceh in northern Sumatra. e.g. Acehnese, Chams, Jarai, Utsuls.
  - Igorot: Cordilleras. e.g. Balangao, Ibaloi, Isneg, Kankanaey.
  - Lumad: Mindanao. e.g. Kamayo, Manobo, Tasaday, T'boli.
  - Malagasy: Madagascar. e.g. Betsileo, Merina, Sakalava, Tsimihety.
  - Melanesians: Melanesia. Fijians, e.g. Kanak, Ni-Vanuatu, Solomon Islands
  - Micronesians: Micronesia. e.g. Carolinian, Chamorros, Palauan.
  - Moken: Burma, Thailand.
  - Moro: Bangsamoro (Mindanao, Sulu archipelago). e.g. Maguindanao, Maranao, Tausug, Bajau.
  - Northern Luzon lowlanders: e.g. Ilokano, Kapampangan, Pangasinan, Ibanag
  - Polynesians: Polynesia. Māori, Native Hawaiians, Samoans.
  - Sunda–Sulawesi language and ethnic groups including Malay, Sundanese, Javanese, Balinese, Bataknese (geographically Includes Malaysia, Brunei, Pattani, Singapore, Cocos (Keeling) Islands parts of Sri Lanka, southern Myanmar and much of western and central Indonesia).
  - ویزایاس: ویسایاس. به عنوان مثال، Aklanon, Cebuano, Hiligaynon, Waray.

با توجه به مطالعات اخیر دانشگاه استنفورد در ایالات متحده طیف گسترده‌ای از نسب پدری در میان مردم آسترونزیایی در کنار ریشه اروپایی پیوند خورده در این مناطق وجود دارد. جمعیت آسترونزیایی‌ها حدود ۳۸۰٬۰۰۰٬۰۰۰ برآورد می‌شود.
ترکیب قومی غالب در مالزی، اندونزی، برونئی، فیلیپین، جنوب تایلند و تیمور شرقی، همراه با سنگاپور روی هم رفته آنچه که به نام مجمع الجزایر مالایی شناخته می‌شود را پدیدمی‌آورد.

## یادداشت
1. 1 2  Gray, RD; Drummond, AJ; Greenhill, SJ (2009). "Language Phylogenies Reveal Expansion Pulses and Pauses in Pacific Settlement". Science. 323 (5913): 479–483. doi:10.1126/science.1166858. PMID 19164742.
2. ↑  Diamond, JM (2000). "Taiwan's gift to the world". Nature. 403 (6771): 709–710. doi:10.1038/35001685. PMID 10693781.
3. ↑  According to the anthropologist Wilhelm Solheim II: "I emphasize again, as I have done in many other articles, that 'Austronesian' is a linguistic term and is the name of a super language family.
4. 1 2  Blust R (1999). "Subgrouping, circularity and extinction: some issues in Austronesian comparative linguistics".  In Zeitoun E (ed.). Selected papers from the Eighth International Conference on Austronesian Linguistics. Taipei: Academia Sinica. pp. 31–94. ISBN 9576716322. OCLC 58527039.
5. ↑  Dyen, Isidore (1962). "The lexicostatistical classification of Malayapolynesian languages". Language. 38 (1): 38–46. doi:10.2307/411187. JSTOR 411187.
6. ↑  Isidore Dyen (1965). "A Lexicostatistical Classification of the Austronesian Languages". Internationald Journal of American Linguistics, Memoir. 19: 38–46.
7. 1 2  Oppenheimer, Stephen (1998). Eden in the east: the drowned continent. London: Weidenfield & Nicholson. ISBN 0-297-81816-3.
8. ↑  Cristian Capelli; James F. Wilson; Martin Richards; Michael P. H. Stumpf; Fiona Gratrix; Stephen Oppenheimer; Peter Underhill; Vincenzo L. Pascali & Tsang-Ming Ko (2001). "A Predominantly Indigenous Paternal Heritage for the Austronesian-Speaking Peoples of Insular Southeast Asia and Oceania". American Journal of Human Genetics. 68 (2): 432–443. doi:10.1086/318205. PMC 1235276. PMID 11170891.
9. ↑  Gunn, Bee; Luc Baudouin; Kenneth M. Olsen (2011). "Independent Origins of Cultivated Coconut (Cocos nucifera L.) in the Old World Tropics". PLoS ONE. 6 (6): e21143. doi:10.1371/journal.pone.0021143. PMC 3120816. PMID 21731660.
10. ↑  Philippine History by Maria Christine N. Halili. "Chapter 3: Precolonial Philippines" (Published by Rex Bookstore; Manila, Sampaloc St. Year 2004)